# Andressa Cavalari Machry
Andressa Cavalari Machry (sinh ngày 1 tháng 5 năm 1995), thường được gọi là Andressa hoặc Andressinha, là một cầu thủ bóng đá người Brazil chơi ở vị trí tiền vệ chơi tại Giải vô địch bóng đá nữ quốc gia Mỹ (NWSL) cho Portland Thorns FC và đội tuyển quốc gia Brazil. Cô đã tham dự Giải vô địch bóng đá nữ thế giới 2015.

## Sự nghiệp quốc tế
Andressa chơi cho Brazil tại các lần tổ chức vào các năm 2010 và 2012 của giải đấu Giải vô địch bóng đá nữ U-17 thế giới. Tại giải đấu thứ hai, cô là đội trưởng và cầu thủ của đội Brazil và đội tuyển bại trận trước đội tuyển Đức trong vòng tứ kết. Tổ chức giải đấu FIFA đã so sánh tiềm năng của cô với Marta.
Cô ra mắt đội hình chính thức vào tháng 12 năm 2012, trong trận đấu với đội tuyển Đan Mạch tại Torneio Internacional Cidade de São Paulo de Futebol Feminino năm 2012.
Andressa ghi bàn thắng đầu tiên của mình cho Brazil vào tháng 12 năm 2014, một cú đá phạt trong chiến thắng 4–1 Torneio Internacional de Brasília de Futebol Feminino trong chiến thắng trước Trung Quốc. Cô chơi bên cạnh Formiga giàu kinh nghiệm trong vai trò một tiền vệ và được ca ngợi bởi huấn luyện viên đội Vadão, người có phát biểu: "bất cứ khi nào tôi được hỏi về tương lai của bóng đá nữ, tôi nói về Andressinha."
Vào tháng 2 năm 2015, Andressa được đưa vào chương trình tập huấn trong vòng 18 tháng nhằm chuẩn bị đội tuyển quốc gia cho Giải vô địch bóng đá nữ thế giới 2015 được tổ chức ở Canada và Thế vận hội Mùa hè 2016. Tại giải vô địch bóng đá nữ thế giới 2015, Andressa chơi trong cả ba trận đấu khi Brazil đủ điều kiện từ bảng đấu của họ mà không để thủng lưới một bàn. Cô được chọn là Cầu thủ xuất sắc nhất của FIFA trong trận chung kết, với việc đội nhà giành chiến thắng 1–0 trước Costa Rica. Trong trận thua 1– 2 của Brazil trước Australia, Andressa đã chơi trọn vẹn 90 phút. Cô vẫn ở Canada với vai trò là một thành viên của tuyển Brazil cho Đại hội Thể thao Liên châu Mỹ 2015 được tổ chức tại Toronto.